# Carles Rahola i Llorens

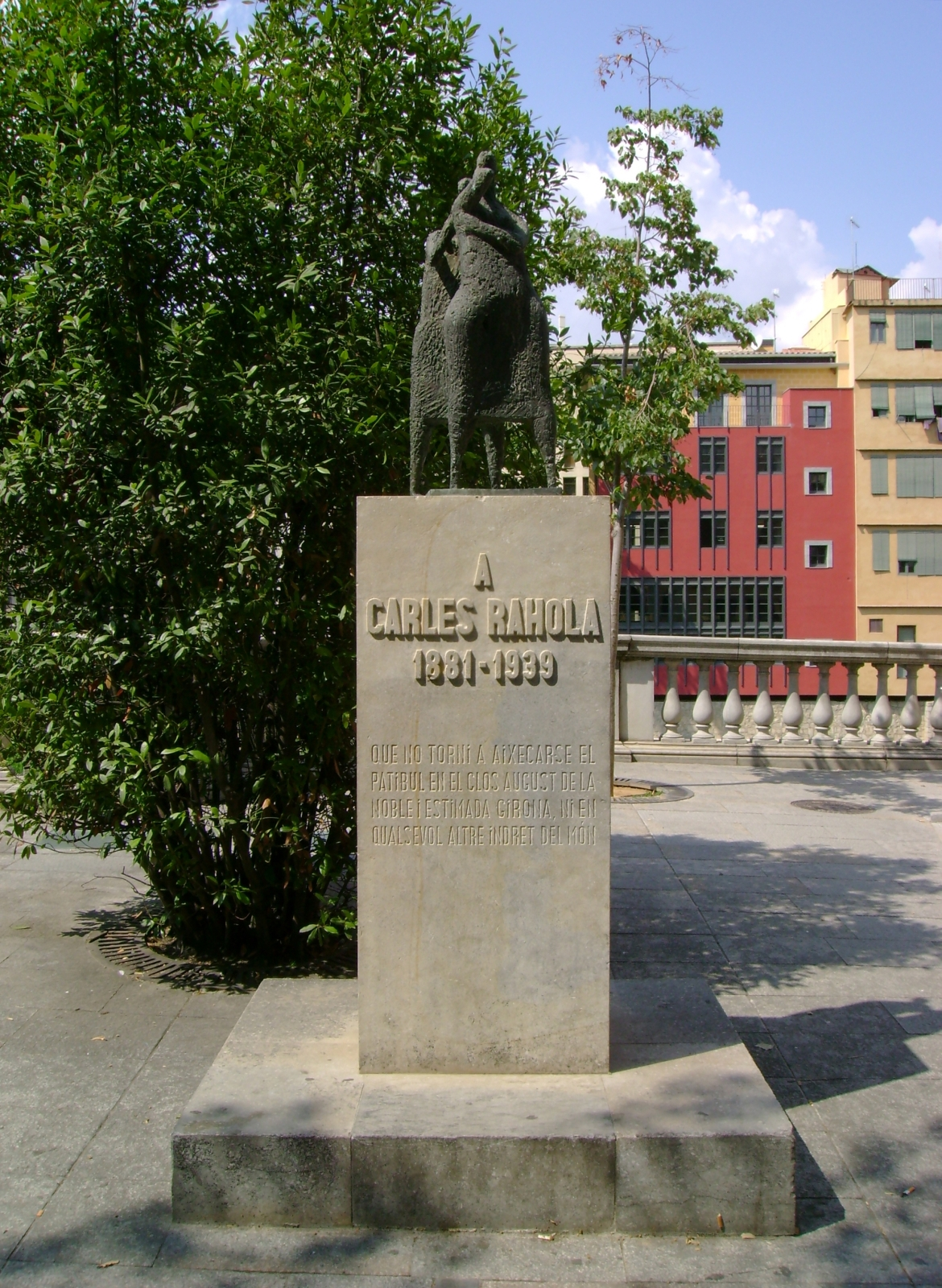
Monument voor Carles Rahola in Girona

Carles Rahola i Llorens (Cadaqués, 28 juni 1881 - Girona, 15 maart 1939) was een journalist, schrijver, historicus en politicus uit Girona. Hij is verwant met de politici Josep Rahola i d'Espona i Frederic Rahola i d'Espona, Pilar Rahola en Pere Rahola, minister van de Tweede Spaanse Republiek.

## Biografie
Carles Rahola werd geboren in Cadaqués als jongste van vijf. Toen hij drie jaar oud was, verhuisde de familie naar Girona. Vader Rahola had een drukkerij die later door zijn zoon Darius overgenomen werd. Daar werd onder meer het federale en republikeinse dagblad El Autonomista (later werd de titel vercatalaanst tot L'Autonomista), waarin zoon Carles zijn eerste artikelen publiceerde. In hoofdberoep werkte hij toen als klerk bij de provincie Girona. Hij kwam in contact met de wereld van de literatuur in een groep jonge intellectuelen met onder anderen Xavier Monsalvatje, Prudenci Bertrana, Miquel de Palol. Ofschoon hij zelf geen lid van een politieke partij was, werd hij in 1932 benoemd tot afgevaardigde van de Generalitat de Catalunya voor de comarca's van Girona.
Rahola was nog geen 58 jaar toen hij door de franquistische bezetter tegen de muur van het kerkhof van Girona op 15 maart 1939 neergeschoten werd. De illegale krijgsraad van het rebellenleger van Franco had hem na een summier proces ter dood veroordeeld omdat hij "een van de grootste separatisten van Girona was, een ijverig medewerker van het separtistische dagblad L'Autonomista". In dit blad schreef hij historische en literaire artikelen, en later ook artikelen met een politiek karakter, waarin hij de massa's nutteloos aanspoorde zich te blijven verzetten. Tot deze laatste reeks artikelen behoren: “Contra el invasor”, “Refugios y jardines” en “El heroísmo”.» Rahola is daarmee de enige Catalaanse schrijver die tijdens de franquistische dictatuur puur wegens zijn geschriften ter dood veroordeeld werd.
Gedurende dertig jaar was Rahoa een van de belangrijkste Catalaans intellectuelen, zowel door zijn leven als door zijn werken. In 1931, kreeg hij de opdracht de inaugurale rede ter gelegenheid van de opening van de eerste openbare bibliotheek uit te spreken. In zijn Breviari de Ciutadania (Brevier van de burger -1933) schrijft hij in het hoofdstuk "Estimeu els llibres" (Hou van boeken): "El llibre ens allibera i ens fa néixer unes ales subtils en el nostre esperit" (Het boek bevrijdt ons en geeft onze geest subtiele vleugels). Rahola heeft zijn leven lang de waarde van hoffelijkheid, respect en verdraagzaamheid verdedigd. Wegens zijn brede kennis en zijn goede pen werd hij vanaf 1916 redacteur bij de Enciclopedia Universal Ilustrada Europeo-Americana waarvoor hij heel wat artikelen geschreven heeft.

## Gedachtenis
Een middelbare school en de nieuwe provinciale bibliotheek in Girona dragen zijn naam en op de Rambla de la Llibertat herinnert een beeld aan zijn burgerlijk en politiek engagement. Zijn geboortedorp Cadaqués en Girona hebben beide een straat naar hem genoemd.
Het Provinciebestuur en de afdeling van het Col·legi de Periodistes de Catalunya hebben in 2009 een prijs voor de lokale berichtgeving Premi Carles Rahola de Comunicació Local ingesteld om lokale journalisten te stimuleren.

## Wat anderen over hem schrijven
- «De executie van Carles Rahola is een van de meest traumatische gebeurtenissen in het Girona van de twintigste eeuw. Met bruut geweld werd een van de knapste intellectuelen van de stad vermoord. Hij was journalist en historicus, maar evenzeer een begenadigd schrijver, redenaar en cultureel activist. […] Rahola was een tolerante en progressieve vrijgeest. Zijn leven lang was hij ermee begaan de cultuur naar het volk te brengen: via de krant L'Autonomista, met zijn werk in het Ateneu de Girona en bovenal door zijn goed gedocumenteerde en geschreven boeken over geschiedenis.» (Xavier Carmaniu)
- «Rahola was een geëngageerd intellectueel, gedreven door de gebeurtenissen van zijn tijd, gedreven voor zijn volk. Steeds heeft hij zich gehoed voor elitisme en pedanterie. Rahola wist dat «het leven een strijd is» Maar net zo goed schreef hij in zijn Breviari dat «het boek bevrijdt». Met zijn boeken wilde hij zijn bijdrage tot die bevrijding leveren.» (Josep-Maria Terricabras)

## Werken
De drie krantenartikelen waarvoor de illegale krijgsraad een doodvonnis geëist heeft. Naar aanleiding van de bombardementen die met de hulp van luchtmacht van Hitler en Mussolini boven Catalonië (en andere delen van het republikeinse Spanje, zoals het bekende Gernika, uitgevoerd werden, schreef hij:
 De Duitsers en de Italianen wijden al hun krachten aan de methodische, wetenschappelijke en systematische vernietiging van Catalonië en de andere broederlanden. En vandaag, zoals gisteren streven we zelfverzekerd en met kracht naar onze bevrijding. De bezetters zullen uit Catalonië verdreven worden, zoals ze uit het vredelievende België verdreven zijn. Onder de Republiek worden we weer baas in eigen land, en zullen we in vrijheid en in vrede onze toekomst opbouwen.
Dit is een van de teksten die de militaire rechtbank als bijzonder belastend vond. Die tekst werd door Carles Puigdemont i Casamajó tijdens zijn rede naar aanleiding van zijn eedaflegging als president van de Generalitat de Catalunya in 2016. Dit werd niet gewaardeerd door de Spaansgezinde pers uit Madrid die zich geviseerd voelde en niet op de hoogte was van de historische context van het citaat.
Zijn geschiedkundig wordt tot op heden, ook buiten Catalonië, nog steeds zeer gewaardeerd.
- Contra l'invasor. Recull d'articles a l'Autonomista (1900-1938) een bloemlezing van zijn artikelen in L'Autonomista door Rosa Maria Oliveras i Castanyer en Lídia Traveria i Riba (2007).[13]
- Girona i Napoleó, een reeks artikeln over de Spaanse Onafhankelijkheidsoorlog samengelezen en ingeleid door Lluís M. de Puig[14]
- Breviari de ciutadania — La pena de mort a Girona een heruitgave met een inleidend essay door Josep-Maria Terricabras (2009).[15]

## Weblinks
- Carles Rahola, un home bo. Biografie door Emili Ros i Rahola
- El «diari de classe» del mestre Ferran Rahola (curs 1935-36) Dagboek van Ferran Rahola i Auguet, zoon van Carles Rahola
- Història del franquisme a la Diputació de Girona (Geschiedenis van het franquisme op de webpagina van het Provinciebestuur Girona).
- Institut Carles Rahola i Llorens

- Biblioteca Nacional de España: XX1724676
- Bibliothèque nationale de France: cb12923446j (data)
- Catàleg d'autoritats de noms i títols de Catalunya: 981058514119606706
- Gemeinsame Normdatei: 121136515
- International Standard Name Identifier: 0000 0000 8106 0611
- Library of Congress Control Number: n86112285
- Nationale Bibliotheek van Israël: 987007301899905171
- Nederlandse Thesaurus van Auteursnamen: 234590912
- Système universitaire de documentation: 095094881
- Virtual International Authority File: 27196613
- WorldCat: E39PBJpV89y9KfrwpytBWxb68C